# 流星毬蘭

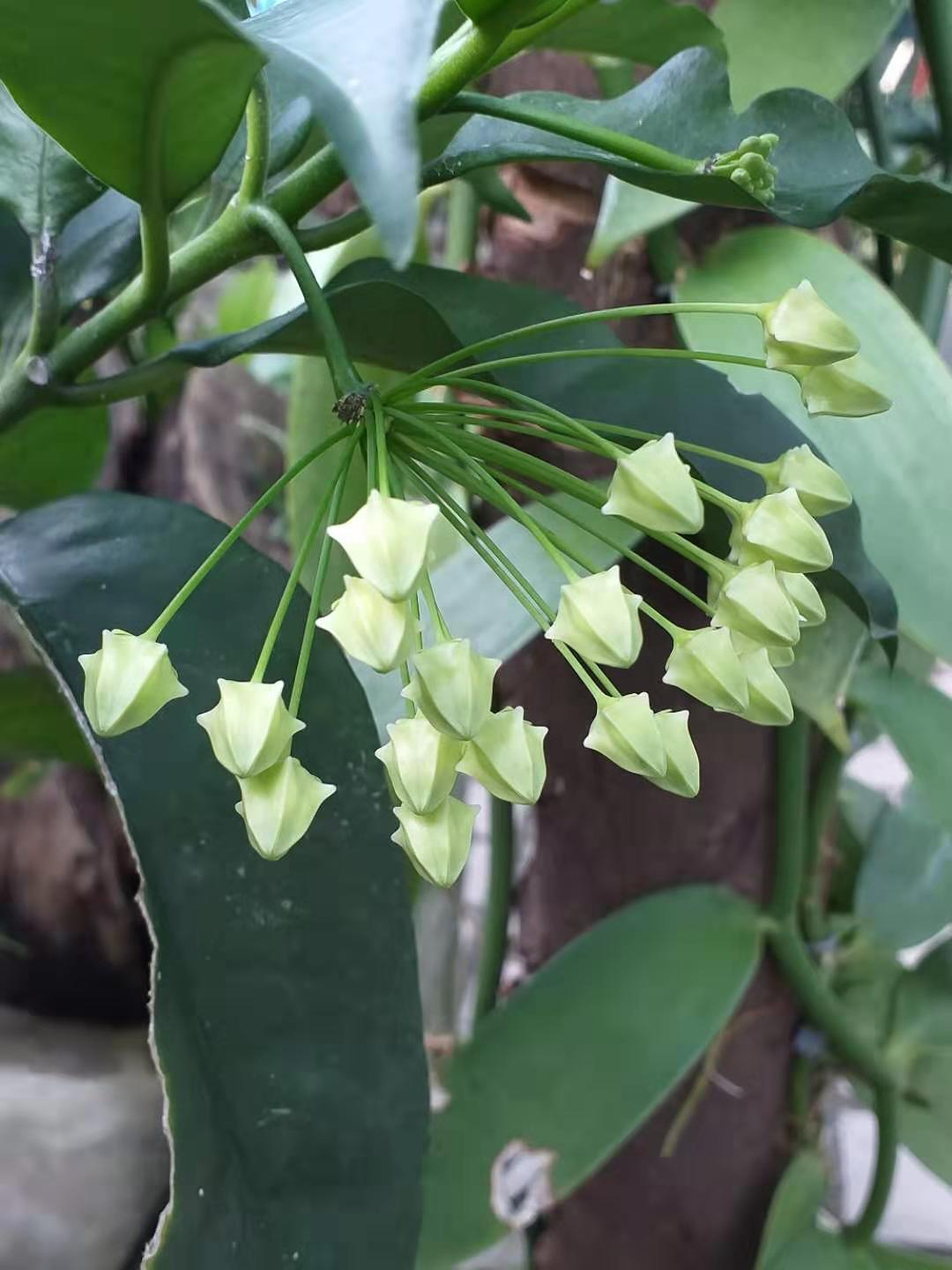
花苞

流星毬蘭（学名：Hoya multiflora），又名火箭毬蘭、蜂出巢。為蘿藦科毬蘭属下的一種常綠蔓狀灌木。其种加词“multiflora”意为“多花的”。原生於中國雲南、中南半島、印尼以及菲律賓等地。

## 學名由來
流星毬蘭的拉丁文學名中，屬名Hoya是將英國植物學家湯瑪斯‧霍伊 (Thomas Hoy)的姓氏拉丁文化而來，表彰他在植物學研究上的貢獻。種小名multiflora是「多花的」意思，形容該品種開花數量眾多的特性，每個花序上的花朵數量約在20到60朵之間。

## 花朵特徵
流星毬蘭花朵構造奇特，黃色花瓣向後翻，白色副花冠聚合成尖錐形，狀似太空船。花期全年，每一花序能夠開一次以上的花。

## 生長習性
流星毬蘭喜歡半日照且潮濕的環境，光線太強容易葉燒，太過乾燥會使花朵提早凋謝。此外它不耐低溫，冬季時要注意植株保暖。臺灣市場大多以盆栽形式上市，花市不難見到。

## 异名
- Asclepias carnosa Blanco
- Asclepias stellata Burm.
- Asclepias stellata Burm. ex Decne.
- Centrostemma cyrtoceras Meisn.
- Centrostemma laurifolium Blume
- Centrostemma lindleyanum Decne.
- Centrostemma multiflora (Blume) Decne.
- Centrostemma platypetalum Merr.
- Cyrtoceras coriaceum Heynh.
- Cyrtoceras floribundum Maund
- Cyrtoceras laurifolium Miq.
- Cyrtoceras lindleyanum Miq.
- Cyrtoceras multiflorum (Blume) Heynh.
- Cyrtoceras reflexum Benn.
- Hoya coriacea Lindl.
- Hoya javanica Boerl.

## 引文出處
1. 1 2 3  .
2. 1 2  . （原始内容存档于2019-07-22）.